# Quốc kỳ Hungary
Quốc kỳ Hungary (tiếng Hungary: Magyarország zászlaja) gồm có 3 dải màu nằm ngang bằng nhau với màu sắc lần lượt từ trên xuống dưới là đỏ, trắng, xanh lá cây. Lá cờ này lần đầu tiên được sử dụng vào năm 1848 và chính thức được công nhận là quốc kỳ của nước Cộng hòa Hungary vào ngày 1 tháng 10 năm 1957. Màu đỏ trên lá cờ tượng trưng cho sức mạnh, màu trắng tượng trưng cho niềm tin và màu xanh lá cây tượng trưng cho hy vọng.

## Lịch sử

(1847–1849)
(1849–1867)
(1867–1869)
(1869–1874)
(1874–1896)
(1896–1915)
(1946–1949)
(1949–1956)
(1956–1957)
(1956)
(1957–nay)